# Ahmad ibn Hamdan Abu Hatim al-Razi
Pour les articles homonymes, voir Razi.
Ne doit pas être confondu avec Rhazès.
Ahmad ibn Hamdan Abu Hatim al-Razi (persan : ابوحاتم احمد این حمدان رازی) est un théologien, philosophe et missionnaire en chef (Da'i al-Mutlaq) persan ismaili ayant vécu aux IXe et Xe siècles. Il est mort en 934.

## Biographie
Ahmad ibn Hamdan Abu Hatim al-Razi a été actif à Ray, près de Téhéran, aux IXe et Xe siècles. C'est un théologien, philosophe et il occupe la charge de missionnaire en chef ou « absolu » (Da'i al-Mutlaq), c'est-à-dire le représentant de l'imam caché selon une tradition chiite,. Il est considéré comme la référence de l'ismaélisme en Iran.
Il est le contemporain de son homonyme Rhazès (ou Razi). Dans le Kitab a'lam al-nubuwwa, Hatim al-Razi relate son débat avec Rhazès. Il qualifie ce dernier d'apostat (al-mulhid) à cause de ses options rationalistes, anti-autoritaires et son travail de physicien.
Selon Hermann Landolt dans l'Encyclopedia of Arabic Literature, il est l'auteur du Kitab al-Zina, un livre sur la « supériorité de la langue arabe et de la terminologie religieuse islamique ». Il cite fréquemment des poètes et des mystiques comme Al-Hakim al-Tirmidhi et Al-Suyūtī.
Hatim al-Razi a également développé une vision néoplatonicienne du monde dans le Kitab al-Islah. Il s'oppose au gnosticisme plus radical de son disciple Muhammad ibn Ahmad al-Nasafi.
Il est mort en 934.

## La controverse avec Rhazès
Abû Hâtim al-Râzî s'est opposé à son homonyme Rhazès. Il critique l'égalitarisme rationaliste de ce dernier, pour affirmer au contraire dans ses Signes de la prophétie l'inégalité des intelligences, des habiletés et des centres d'intérêt, selon Dominique Urvoy, islamologue. Abû Hâtim al-Râzî tire cette thèse du langage ordinaire qui utilise nombre de comparatifs pour hiérarchiser le monde.
Le théologien persan ajoute que la vérité est « unique, éternelle, immuable », contrairement à Rhazès qui pense que nous ne pouvons approcher la vérité que par corrections et compléments. Dominique Urvoy écrit que « pour l'Ismaélien », il n'y a pas de « mouvement de l'homme vers la vérité, mais seulement un mouvement descendant de la vérité vers les hommes par des intermédiaires choisis ».
Contre Rhazès toujours, qui s'appuie sur les philosophes grecs, Abû Hâtim al-Râzî « revendique hautement son ignorance des philosophes grecs », selon Urvoy.

## Œuvres
- Kitab a'lam al-nubuwwa. Réfutation de Rhazès.
- Kitab al-Islah. Réfutation néoplatonicienne d'al-Nasafi.
- Kitab al-Zina. Ouvrage apologétique.
- (en) Abu Hatim al-Razi, The Proof of Prophecy, University of Chicago Press, 2012, « Islamic Translation Series », 400 p.,  (ISBN 9780842527873).